# Napoleon Hill

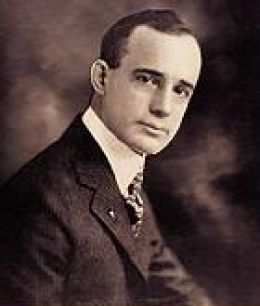
Napoleon Hill, 1904

Napoleon Hill (* 26. Oktober 1883 in Pound, Virginia; † 8. November 1970 in South Carolina) war ein US-amerikanischer Schriftsteller im Bereich der Neugeist-Bewegung, der durch sein Buch Denke nach und werde reich (original Think and Grow Rich) bekannt wurde.

## Lebenslauf

### Herkunft und frühes Leben
Hill wurde 1883 in einer bescheidenen Blockhütte in Armut im Bundesstaat Virginia geboren. Seine Mutter, Sarah Sylvania Blair, starb, als Hill acht Jahre alt war. Sein Vater, James Monroe Hill, heiratete zwei Jahre später erneut. Mit 13 Jahren begann Hill, für die Lokalzeitung zu schreiben, um den ärmlichen Verhältnissen seines Elternhauses zu entkommen. Er benutzte das daraus gewonnene Einkommen, um seine juristische Ausbildung zu finanzieren.

### Journalistische Tätigkeit
Sein Jurastudium absolvierte Hill an der Georgetown University in Washington. Durch die journalistische Nebentätigkeit lernte er den Mann kennen, der ihm später den Weg zu seiner Lebensaufgabe aufweisen sollte. Robert Love Taylor, der damalige Gouverneur von Tennessee und Eigentümer der Zeitschrift Bob Taylor's Magazine, wurde auf Hills Zeitungsartikel aufmerksam und beauftragte den damals 25 Jahre alten Hill, für ihn eine Reihe von Kurzbiographien berühmter US-Amerikaner zu verfassen. Andrew Carnegie war der erste von ihnen.
1908 kam Hills beruflicher Wendepunkt. Im Rahmen einer Serie, in der Hill die Biographien berühmter Leute studierte und veröffentlichte, traf er – nach eigenen Angaben – den Industriellen Andrew Carnegie zu einem Interview – zu diesem Zeitpunkt einer der reichsten Menschen der Welt. Hill entdeckte, dass Carnegie glaubte, der Weg zum Erfolg könne in einer einfachen Formel zusammengefasst werden. Angeblich war Carnegie von Hill beeindruckt und beauftragte ihn, 500 self-made Millionäre zu befragen, um diese Formel zu erstellen und zu veröffentlichen.
Im Rahmen seiner Forschungsarbeiten soll Hill die berühmtesten Menschen jener Zeit befragt haben, unter ihnen Thomas Alva Edison, Alexander Graham Bell, George Eastman, Henry Ford, Elmer Gates, John D. Rockefeller, Charles M. Schwab, F. W. Woolworth, William Wrigley Jr., John Wanamaker, William Jennings Bryan, Theodore Roosevelt, William H. Taft, Woodrow Wilson, James J. Hill und Jennings Randolph. Das Projekt dauerte nach Hills Angaben mehr als zwanzig Jahre. In dieser Zeit soll Hill gleichzeitig Carnegies Berater geworden sein.
Ob diese Beschreibung von Hills Werdegang den Tatsachen entspricht oder eher als Eigenwerbung einzustufen ist, wurde bisher nicht eindeutig nachgewiesen. David Nasaw, Andrew Carnegies Biograf, fand jedenfalls bei seinen Recherchen keine Belege für eine Zusammenarbeit zwischen Carnegie und Hill. Es ist nicht einmal bewiesen, dass beide Männer jemals zusammentrafen.

### Literarische Werke Hills

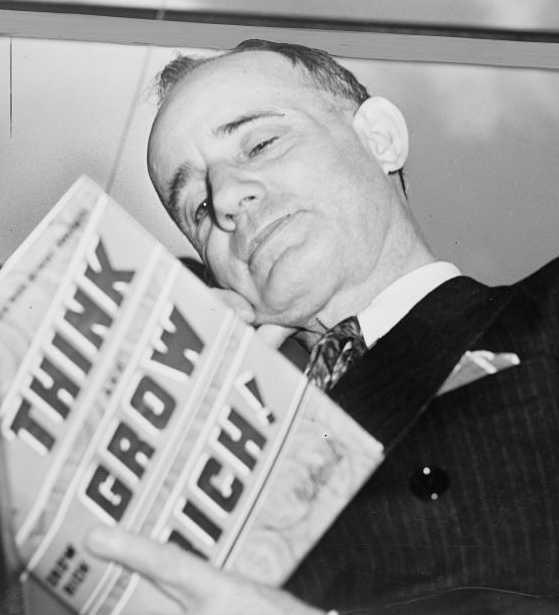
Napoleon Hill mit seinem berühmten Werk Think and Grow Rich, 1937

Zum ersten Mal erschien Hills Erfolgsphilosophie 1928 in seinem Buch The Law of Success (deutsche Fassung: Erfolgsgesetze in 16 Lektionen), genau zwanzig Jahre nach dem ersten Gespräch mit Carnegie. Später wurde die Formel in einer Art Selbstlernkurs veröffentlicht, zu dem auch bis 1942 die Serie Mental Dynamite gehörte.
Um neben der Recherchearbeit seine Familie ernähren zu können, arbeitete Hill von 1919 bis 1920 als Chefredakteur und Herausgeber der Zeitschrift The Golden Rule und leistete Öffentlichkeitsarbeit für die Lasalle Extension University in Chicago. 1930 veröffentlichte er The Ladder to Success (dt. Die Leiter zum Erfolg). Von 1933 bis 1936 war Hill angeblich Berater des US-amerikanischen Präsidenten Franklin D. Roosevelt. Belege hierfür gibt es allerdings nicht.
1937 erschien Hills bekanntestes Werk Think and Grow Rich (dt. Denke nach und werde reich), das noch heute gedruckt wird. Es gab einige literarische Vorbilder für Hills Werke, etwa Robert Collier, Dale Carnegie (How to Win Friends and Influence People) oder Ralph Waldo Trine, doch das Buch von Hill hat alle nachfolgenden Autoren von Ratgebern zur Selbsthilfe maßgeblich beeinflusst.
1939 kam sein Buch How to Sell Your Way through Life hinzu und 1953 How to Raise Your Own Salary. Von 1952 bis 1962 arbeitete Hill mit W. Clement Stone in der Combined Insurance Co. of America zusammen. Als Teilergebnis dieser Zusammenarbeit veröffentlichte er 1960 Success Through a Positive Mental Attitude. 1970 kam schließlich You Can Work Your Own Miracles hinzu.

## Kritik
Hansjörg Hemminger urteilte 2002 in einer Besprechung von Selbsthilfe-Ratgebern: „Napoleon Hill ist der altmodischste und amerikanischste unter den heute noch gelesenen Autoren des Positiven Denkens, aber auch der am starrsten ideologisch argumentierende. [...]  Die Versprechungen Napoleon Hills müssen jedoch als maßlos und in der Summe als gefährlich für psychisch labile Leser bezeichnet werden. Anleitungen zur Realitätsprüfung oder zum kritischen Nachdenken sucht man vergeblich, vielmehr stellen die Texte ein suggestives Dauerfeuer dar. Ein gewisses Gegengewicht dazu bildet allerdings die schiere Naivität der Beispiele. Sie sind aus heutiger Sicht realitätsfern und setzen längst vergangene Verhältnisse voraus, so dass eine Identifikation mit den 'Modellen' oder gar ein unmittelbares Nacheifern oft schwierig sein dürfte.“

## Originalzitate
- “Desire is the starting point of all achievement, not a hope, not a wish, but a keen pulsating desire which transcends everything.”
- “Whatever the mind of man can conceive and believe, it can achieve.”